# Wolfgang Köhler
Wolfgang Köhler (Reval, Orosz Birodalom, 1887. január 21. – Enfield, New Hampshire, 1967. június 11.) német származású amerikai pszichológus, gestaltpszichológus és fenomenológus, aki akárcsak Max Wertheimer, Fritz Perls és Kurt Koffka, hozzájárult a gestaltpszichológia létrehozásához.

## Korai életpályája
Köhler az Orosz Birodalom észt kormányzóságában, Reval kikötővárosában (ma Tallinn) született. Családja német származású volt, és nem sokkal születése után visszaköltöztek Németországba. Itt felnőve tanárai, nevelői és más tudósok hatására egész életén át tartó érdeklődést alakított ki a tudományok és művészetek, de legfőképp a zene iránt.

## Iskolái
Egyetemi évei alatt Köhler a Tübingeni Egyetemen (1905–06), a Bonni Egyetemen (1906-07) és a Berlini Egyetemen (1907–09) tanult. A Berlini Egyetem hallgatójaként a fizika és a pszichológia kapcsolatának vizsgálatára koncentrált, melynek során e terület két vezető tudósával, Max Planckkal és Carl Stumpffal is dolgozott. Doktori címének megszerzésekor, melyhez a disszertációja a pszichoakusztika bizonyos aspektusairól szólt, Stumpf volt a vezető professzora.

## Gestalt pszichológia
1910-től 1913-ig a Frankfurti Pszichológiai Intézetben volt asszisztens, ahol Max Wertheimerrel és Kurt Koffkával dolgozott. Ő és Koffka vizsgálati alanyként vettek részt Wertheimer híres látszólagos mozgásról (más néven phi-jelenségről) szóló kutatásában, ami őket is következtetésekre vezette a látás természetével kapcsolatban. Közreműködtek egy új, holisztikus pszichológiai nézet, a Gestalt teória megalapításában (a német „egész” szóból), aminek bizonyos aspektusai szorosan kapcsolódnak Stumpf (Köhler tanára) és Christian von Ehrenfels (akinek óráira Werheimer járt a Prágai Egyetemen) korábbi munkáihoz.

## Problémamegoldás
1913-ban Köhler elhagyta Frankfurtot és a Kanári-szigeteki Tenerifére költözött, ahol kinevezték a Porosz Tudományos Akadémia emberszabásúakkal foglalkozó kutatóállomásának vezetőjévé. Hat évig maradt ott, ezalatt megírta A majmok gondolkodásmódja című, problémamegoldásról szóló könyvét (1917). Kutatása során Köhler megfigyelte a csimpánzok problémamegoldási módszereit, például hogy miképp szerzik meg az elérhető távolságon kívülre helyezett banánt. Azt vette észre, hogy a csimpánzok farekeszeket halmoztak egymásra, amit rögtönzött létraként használtak fel az étel megszerzéséhez. Ha a banánok a földre voltak helyezve a ketrecen kívül, botokat használtak karjuk meghosszabbításaként. Köhler arra következtetett, hogy a csimpánzok nem a próba-szerencse tanulás útján jutottak el ezekhez a módszerekhez (amit Edward Thorndike amerikai pszichológus saját munkájában az állati tanulás alapjának nyilvánított), hanem inkább egyfajta belátást éltek át (az úgynevezett „aha élményt”), melynek során miután rájöttek a megoldásra, úgy léptek tovább annak megvalósítására, ami Köhler szavaival „rendületlenül céltudatos” volt. Ezt a tanulási folyamatot nevezzük belátásos tanulásnak.

## Berlini Pszichológiai Intézet
Köhler 1920-ban tért vissza Németországba, ahol nemsokára kinevezték a Berlini Egyetem Pszichológiai Intézetének helyettes igazgatójává, majd (Carl Stumpf utódjaként) az intézet professzorává és igazgatójává, amely pozíciót 1935-ig töltötte be. Ebben a tizenöt évben jelentős eredményeket ért el, például igazgatója lett az iskola nagy presztízsű pszichológiai diploma programjának, társalapítója volt a Psychologische Forschung című nagy hatású, észlelési pszichológiáról szóló folyóiratnak, valamint megírta Gestalt pszichológia című könyvét (1929), mely kifejezetten az amerikai közönség számára íródott. Az 1930-as évek elején Köhler tanítványa volt a magyar Harkai Schiller Pál, aki 1936-ban megalapította a budapesti egyetemen a pszichológiai intézetet.

## Késői életpályája
Miután konfliktusba került a nácikkal (amiért ellenezte zsidó kollégáinak elbocsátását), Köhler az Egyesült Államokba emigrált 1935-ben. A Swarthmore Főiskolán professzori állást ajánlottak neki, amit húsz évig töltött be. 1956-ban kutatóprofesszor lett a Dartmouth Főiskolán, majd nemsokára az Amerikai Pszichológiai Társaság elnökeként működött. A New Hampshire-i Enfieldben halt meg, 1967-ben.

## Díjak, elismerések
- 1962-ben Wilhelm-Wundt-éremmel tüntette ki a Német Pszichológiai Társaság

## Művei a magyar nemzeti katalógusból (válogatás)
- Intelligenzprüfungen an Menschenaffen (Intelligenciateszt a főemlősöknél) / von Wolfgang Köhler. 2., durchgesehene Aufl. der "Intelligenzprüfungen an Anthropoiden (Intelligencia-tesztek az emberszabásúaknál) I." Berlin : Verlag von Julius Springer, 1921. 194 p. : ill.
- Psychologische Probleme (Pszichológiai problémák) / Wolfgang Köhler. Berlin : Springer, 1933. VII, 252 p. : ill.
- Gestalt psychology (Gestalt-pszichológia): An introduction to new concepts in modern psychology / Wolfgang Köhler. New York : Mentor Book, 1962. 222 p.
- Die Aufgabe der Gestaltpsychologie (A gestalt-pszichológia feladata) / Wolfgang Köhler (1971)